# Klaus Haese
Klaus Haese (* 1935 in Höhendorf bei Stettin) ist ein deutscher Kunsthistoriker. Er war von 1960 bis 1992 an der Ernst-Moritz-Arndt-Universität in Greifswald tätig. Seine Promotion erfolgte 1967, die Habilitation 1979. Später wurde er Professor für Kunstgeschichte am Caspar-David-Friedrich-Institut. Der Schwerpunkt seiner Arbeiten lag in Kunst und Architektur des 19. und 20. Jahrhunderts. Zuletzt befasste er sich mit Themen der regionalen Kunstgeschichte Vorpommerns.

## Schriften (Auswahl)
- Die gesellschaftskritische Karikatur im „Simplicissimus“ : Karikatur und kritischer Realismus. Greifswald 1967 (Dissertation)
- Kunsthistorische Studien zur Geschichte der politischen Karikatur in der DDR. Greifswald 1979, (Dissertation B).
- Gedenkstätten der Arbeiterbewegung im Bezirk Rostock. Rostock 1980.
- Frau Republik geht pleite. Deutsche Karikaturen der zwanziger Jahre. Kiel 1990.
- C. D. Friedrich und seine norddeutsche Heimat. Galerie-Verlag, Fischerhude 1992. ISBN 3-88132-247-7.
- Der Maler Jakob Philipp Hackert und Schwedisch-Pommern. In: Museum der Stadt Garz auf Rügen (Hrsg.): Garzer Museumsreden. Ausg. 2, Garz/Rügen 1996.
- Caspar David Friedrich und Philipp Otto Runge, Heimatraum und Lauf der Zeit. Nordlicht, Karlshagen 2007, ISBN 978-3-9809640-2-9.
- Gerd-Helge Vogel zum 60. Geburtstag. In: Sächsische Heimatblätter. 57/2011/4, S. 404.